# Nel fondo del mio cuore/Se tornasse, caso mai
Nel fondo del mio cuore/Se tornasse, caso mai è l'87° singolo di Mina, pubblicato nel febbraio 1968 su vinile a 45 giri dall'etichetta Ri-Fi.

## Il disco
Come già accaduto a seguito della vertenza con Italdisc, anche Ri-Fi può continuare a pubblicare i brani registrati dalla cantante presenti nel suo catalogo e rimasti inediti, questo nonostante l'artista sia ormai legata per contratto ad un'altra etichetta, nel caso specifico la PDU di cui Mina è proprietaria.
A ottobre Ri-Fi stamperà un ultimo singolo Lunedì 26 ottobre/Non illuderti e un anno dopo, a settembre 1969, il 
rarissimo album doppio promozionale a tiratura limitata Mina con voi, privo di canzoni inedite.
Il disco contiene due cover di canzoni straniere, cantate da Mina in italiano, arrangiate da Augusto Martelli che dirige la sua orchestra.

## Nel fondo del mio cuore
Cover di En un rincòn del alma di Alberto Cortez (originale dell'autore su EP del 1967), è una delle rarissime canzoni in cui Mina figura anche come autrice del testo.
Registrata qualche anno prima, rimane in archivio fino a novembre 1967 quando viene inserita nell'LP 4 anni di successi, raccolta considerata non ufficiale in quanto Mina aveva già pubblicamente annunciato di voler creare una sua personale casa discografica, la PDU (Platten Durcharbeitung Ultraphone), che sarà fondata il 1º dicembre 1967.
Nel 1999 il brano viene incluso nella raccolta Mina Gold 2.

## Se tornasse, caso mai
L'originale If He Walked into My Life, brano scritto da Jerry Hermann nel 1966 per la commedia musicale Mame, fu cantato da Angela Lansbury nella stagione di debutto del musical a Broadway.
Mina non canterà mai la versione in inglese, ma sempre il testo tradotto da Giorgio Calabrese.
La canzone, presentata per la prima volta durante la settima puntata di Sabato sera (13 maggio 1967), show televisivo diretto da Antonello Falqui con Mina protagonista, fu poi inserita nell'album Sabato sera - Studio Uno '67, pubblicato a fine mese.
Un video con la registrazione dal vivo del brano di quella puntata è incluso nel DVD Gli anni Rai 1967 Vol. 6, che fa parte di un cofanetto monografico in 10 volumi pubblicato da Rai Trade e GSU nel 2008.
Nei primi mesi del 1968, andò in onda un nuovo ciclo di caroselli per la Barilla, diretto sempre da Falqui, in cui la cantante appare in studio di registrazione. Tra le canzoni scelte per gli spot pubblicitari figurava anche Se tornasse, caso mai, immediatamente inserita da Ri-Fi in questo singolo.

## Tracce
Lato A
1. Nel fondo del mio cuore (En un rincòn del alma) – 2:41 (testo: Mina – musica: Alberto Cortez; edizioni musicali Settebello)

Lato B
1. Se tornasse, caso mai (If He Walked into My Life) – 2:41 (testo: Giorgio Calabrese – musica: Jerry Hermann; edizioni musicali Chappell)